# Río de la Jara
El río de la Jara es un corto río del sur de España perteneciente a la vertiente atlántica de Andalucía que transcurre por el sur de la provincia de Cádiz. 
Nace en las sierras de Fate, Saladavieja y Ojén, dentro del parque natural de Los Alcornocales, en el término municipal de Tarifa, y transcurre en dirección suroeste a lo largo de unos 15 km hasta su desembocadura en la playa de Los Lances, en el parque natural del Estrecho.
La vegetación de sus riberas se compone de rododendros y sauces que se funden con los bosques de alcornocales y frondosa de la cabecera del río. Progresivamente van siendo reemplazados por un soto de arbustos de adelfas y tarajes.